# Naughty Boy (videogioco)
Naughty Boy (ノーティボーイ?, Nōti Bōi) è un videogioco arcade del 1982 a scorrimento verticale, sviluppato da Japan Leisure e pubblicato da Jaleco. Cinematronics si occupò di distribuirlo in Nord America. 
Fu emulato per la prima volta - ed è tuttora presente - nell'antologia di Hamster Corporation Arcade Archives per PlayStation 4 e Nintendo Switch. Venne portato nel 1983 sulla console PV-1000.

## Modalità di gioco
Il giocatore controlla un ragazzo in un labirinto, che deve distruggere tutte le bandiere a forma di teschio sul castello in alto a colpi di pietre. Con la stessa tecnica si possono eliminare la maggior parte dei nemici (servono però due colpi) e una parte del terreno. I lati dello schermo sono comunicanti, consentendo a Naughty Boy e ai nemici di passare da una parte all'altra.
Ci sono quattro tipi di nemici, ovvero mostri, fantasmi,  robot e draghi: questi ultimi, che attaccano sputando fiamme dopo essere sbucati da stagni o dal terreno, non possono essere eliminati. C'è un simbolo "?" che appare un po' dopo l'inizio del livello: se si tira una pietra contro di esso, i nemici (ad eccezione dei draghi) si riverseranno lì, restando poi fermi per qualche secondo. In ogni livello è presente anche un fortino, al quale si accede tramite due porte; i nemici non possono attraversarle, quindi possono essere attaccati dal giocatore unilateralmente; ma quando il timer visualizzato sul fortino raggiunge lo 0 le porte scompaiono, cosicché il fortino non è più una zona sicura.
Naughty Boy è un gioco ciclico composto da otto livelli in totale, e i livelli da 5 a 8 hanno la stessa configurazione dei livelli da 1 a 4 ma il posizionamento dei nemici è diverso. C'è anche un round bonus ogni due livelli: in esso vengono lanciati oggetti da un dirigibile contro un mostro che si muove orizzontalmente nella parte inferiore dello schermo finché non si esaurisce il carburante, e i punti bonus variano a seconda di dove l'oggetto colpisce il nemico.
Si usano un joystick per gli spostamenti, e un pulsante per scagliare le pietre. La distanza dei lanci dipende da quanto si preme il pulsante.
Il contatto con un nemico comporta la perdita di una vita. Se si esauriscono le vite la partita finisce, a meno che il giocatore non inserisca crediti per continuarla.